# Arne Holmgren
Arne Holmgren, född 21 december 1940, död 6 januari 2020, var en svensk biokemist.
Holmgren studerade medicin vid Uppsala universitet och blev 1962 medicine kandidat. Han disputerade 1968 vid Karolinska Institutet (KI) där han blev docent 1969 samt med. lic. och legitimerad läkare 1974. Åren 1970-1973 var Holmgren universitetslektor i medicinsk kemi och 1973-1982 forskardocent samt biträdande professor i medicinsk kemi. Han utnämndes 1983 till professor i medicinsk proteinkemi och enzymologi vid KI och 1991 till professor i biokemi samt föreståndare för Biokemiska institutionen på Medicinska Nobelinstitutet, KI. 
Holmgren har med sin forskning gjort pionjärinatser rörande struktur och funktion för thioredoxin och thioredoxin reduktas samt upptäckt glutaredoxiner och klarlagt basala svavel och selenberoende redox mekanismer avgörande för DNA-syntes, försvar mot oxidativ stress samt redox signalering i alla levande celler från bakterier till nervceller. Hans arbeten har särskild betydelse för cancerforskning samt behandling av infektionssjukdomar och inflammation.
Holmgren invaldes 1991 som ledamot av Vetenskapsakademien och blev ledamot i Nobelförsamlingen vid Karolinska Institutet. Han har tilldelats ett flertal vetenskapliga priser inklusive, Thé Svedbergpriset 1979, Eric K Fernströms pris för yngre forskare vid KI 1980, Eric K Fernströms Nordiska pris i medicinsk forskning från Lunds universitet 1997 för "sina banbrytande studier av redoxiner- enzymer av central betydelse för cellens livsfunktioner". 2006 erhöll han Abraham Spector Prize, Columbia University, New York och the Science and Humanity Prize from The Oxygen Club of California, Santa Barbara. Holmgren blev Doctor Honoris causa vid University of Nancy, Frankrike år 2009.